# Campeonato Mundial de Curling Masculino de 1997
El XXXIX Campeonato Mundial de Curling Masculino se celebró en Berna (Suiza) entre el 12 y el 20 de abril de 1997 bajo la organización de la Federación Mundial de Curling (WCF) y la Federación Suiza de Curling.
Las competiciones se realizaron en el Estadio Allmend de la ciudad suiza.

## Tabla de posiciones
| Pos | Equipo         | G | P | G–P |
| --- | -------------- | - | - | --- |
| 1   | Canadá         | 7 | 2 | 1–0 |
| 2   | Escocia        | 7 | 2 | 0–1 |
| 3   | Alemania       | 6 | 3 | 1–0 |
| 4   | Suecia         | 6 | 3 | 0–1 |
| 5   | Dinamarca      | 5 | 4 | –   |
| 6   | Estados Unidos | 4 | 5 | –   |
| 7   | Australia      | 3 | 6 | –   |
| 8   | Noruega        | 3 | 6 | –   |
| 9   | Suiza          | 3 | 6 | –   |
| 10  | Finlandia      | 1 | 8 | –   |

## Cuadro final
|  | Semifinales | Semifinales |   |        | Final        | Final |  |
|  |             |             |   |        |              |       |  |
|  |             |             |   |        |              |       |  |
|  | Canadá      | 4           |   |        |              |       |  |
|  | Suecia      | 6           |   |        |              |       |  |
|  |             |             |   |        |              |       |  |
|  |             |             |   |        |              |       |  |
|  |             |             |   |        | Suecia       | 6     |  |
|  |             | Alemania    | 3 |        |              |       |  |
|  |             |             |   |        |              |       |  |
|  |             |             |   |        |              |       |  |
|  |             |             |   |        | Tercer lugar |       |  |
|  |             |             |   |        |              |       |  |
|  | Escocia     | 3           |   | Canadá | 4            |       |  |
|  | Alemania    | 6           |   |        | Escocia      | 8     |  |